# Allan Sealy
Pour les articles homonymes, voir Sealy (homonymie).
Irwin Allan Sealy, né en 1951 à Allahabad, Uttar Pradesh, Inde, est un écrivain indien.

## Œuvres
- The Trotter-Nama: A Chronicle, New York : Knopf, 1988 ; Londres : Penguin Books, 1990 ; New York : Viking Penguin, 1990  (ISBN 0-14-010210-8)
- Hero: A Fable, Londres : Secker and Warburg, 1991  (ISBN 0-436-44478-X)
- From Yukon to Yukatan: a Western Journey, Londres: Secker & Warburg, 1994  (ISBN 0-436-44479-8)
- The Everest Hotel: A Calendar, Londres: Doubleday, 1998  (ISBN 0-385-41033-6)
- The Brainfever Bird, Londres: Picador, 2003  (ISBN 0-330-41143-8)
- Red: An Alphabet, Londres: Picador, 2006  (ISBN 0-330-41147-0)

traductions en français
- Le Trotter-Nama, les tribulations de Justin Trottoir, dit Trotter, premier du nom, et des générations qui le suivirent à Sans-Souci, traduction de The Trotter-Nama par Dominique Vitalyos, Fayard, 2007  (ISBN 978-2-213-62269-9)
- Everest hotel : un cycle de saisons, traduction de The Everest Hotel: A Calendar par Dominique Vitalyos, P. Picquier, 2000  (ISBN 2877305244)